# Baía dos Salgueiros (Angra do Heroísmo)
Baía dos Salgueiros, Vila de São Sebastião
A baía dos Salgueiros na qual se integra a Zona Balnear dos Salgueiros localiza-se na Vila de São Sebastião, município de Angra do Heroísmo, na costa oriental da ilha Terceira, nos Açores.
Trata-se de uma zona costeira dotada de um pequeno porto talhado em pedra dedicado ao lazer e à pesca costeira desportiva.
Esta baía encontra-se classificado pelo Governo Regional dos Açores pelo Decreto Regulamentar Regional nº 1/2005/A de 15 de Fevereiro de 2005, como "zona balnear equipada com uso condicionado, caracterizada pela existência de estruturas mínimas de utilização pública, associadas a um equipamento ou serviço mínimo de apoio ao uso balnear".